# Wacky Worlds Creativity Studio
 (octobre 2019).
Si vous disposez d'ouvrages ou d'articles de référence ou si vous connaissez des sites web de qualité traitant du thème abordé ici, merci de compléter l'article en donnant les références utiles à sa vérifiabilité et en les liant à la section « Notes et références ».
Wacky Worlds Creativity Studio (souvent appelé simplement Wacky Worlds) est un jeu vidéo éducatif sorti en 1994 sur Mega Drive. Le jeu a été développé par HeadGames et édité par Sega.

## Système de jeu
Dans Wacky Worlds, le joueur choisit dans un éventail de quarante logos, dessins et stickers qu'il place ensuite dans un univers de son choix parmi six environnement différents. Ensuite, le joueur peut colorier à sa guise sa création. Parmi les divers stickers, on retrouve certains personnages célèbres de Sega comme Sonic, Tails, Ecco, ToeJam and Earl, et bien d'autres...